# Футболисты (скульптура Чайкова)
«Футболисты» — бронзовая скульптурная композиция советского скульптора Иосифа Чайкова, создана в 1938 году. Известна своим сложным инженерно-математическим решением композиции. Миниатюрная копия скульптуры украшает кубок чемпионата России по футболу. Находится в ГТГ на Крымском Валу.

## История создания композиции и её судьба
В 1928 году Иосиф Чайков создал небольшую скульптурную группу, изображавшую двух футболистов. В 1929 году он показал её на III выставке скульптуры ОРС (Общества русских скульпторов, в которое он входил) в Музее изящных искусств в Москве. Гипсовая модель (размером 83 сантиметра) имела бронзовое покрытие «под патину». Британский искусствовед Майк О’Махоуни поэтому предполагает, что Чайков задумывал «Футболистов» как бронзовую скульптуру. С гипсового оригинала скульптуры Чайкова была сделана бронзовая отливка в том же 1928 году, она находится в музее города Смоленска.
Двумя годами ранее, на выставке АХРР скульптуру «Футболист» представила  Елена Янсон-Манизер, во время выставки было отлито и продано большое количество ее копий. 10 августа 1928 года эта работа была представлена снова — в Московском институте физкультуры, к открытию Всесоюзной спартакиады, что, возможно, и подтолкнуло Чайкова к выбору темы. «Футболисты» Чайкова также отразили большую популярность футбола в Советском Союзе. 
Маленький гипсовый вариант скульптуры Чайкова, впервые экспонировавшийся в 1929 году, к середине тридцатых годов был забыт (он также находится в настоящее время в коллекции Третьяковской галереи). Когда Чайкову предложили участвовать в оформлении павильона СССР на Всемирной выставке в Нью-Йорке в 1939 году, эта работа снова привлекла к себе внимание. Было решено сделать новую версию скульптуры в бронзе. Техника исполнения нового варианта — медный сплав, литьё, шлифовка, полировка. Размер — 290 х 170 х 200 сантиметров.
Курировать процесс отливки был приглашён лучший литейщик Советского Союза того времени Владимир Лукьянов (отливка проводилась на заводе «Ростмонументскульптуры» в том же 1939 году). Основание отливалось отдельно. Оно соединено со скульптурой с помощью креплений. Основание должно было быть по эскизам Чайкова несколько иным — дисковидным, более сложным по конфигурации. Такое основание отлить не удалось.
На нью-йоркской выставке скульптура вызвала большой интерес. Триумфальную встречу ей устроили по возвращении в Москву. Установленная в сквере у Третьяковской галереи, она стала одной из самых известных скульптур столицы.
Скульптура первоначально стояла перед зданием Третьяковской галереи в Лаврушинском переулке. В начале 1980-х годов «Футболисты» были перенесены на Крымский Вал. На Крымском Валу публика их не видела: скульптура находилась в глухом углу во дворе галереи, стояла на трёх сломанных колоннах и была окружена забытыми работами среди осветительной арматуры. Скульптура начала разрушаться. Скульптура дважды реставрировалась, первый раз в 1995 году (реставраторы Ф. Б. Аракелян, И. В. Касатонова, С. И. Семёнов, Н. В. Тимофеева), затем в 1999 году (реставраторы Э. Н. Агеева, И. В. Касатонова, Р. В. Лобзова). Новая масштабная реставрация длилась с 2017 по 2021 год.
В настоящее время скульптура экспонируется в  зале №15 Третьяковской галереи на Крымском Валу в разделе «Искусство XX века».

## Сюжет и особенности его трактовки
Причина успеха «Футболистов» — их способность выражать очень широкий круг идей и смыслов, понятных советскому человеку. С одной стороны она рассказывает о спорте как досуге. С другой стороны обращает внимание на характерное для советского общества тех лет состояние тревоги в ожидании войны.
Скульптура «Футболисты» — свидетельство борьбы между авангардом и реализмом АХРР. Смысл её — движение, структура и изящество. Группа ориентирована по вертикали, акцент ложится на спираль, точки которой — движение правой ступни нижнего футболиста, его рука, правая нога верхнего игрока и поднятая рука. В скульптуре два центра: первый — мяч (точка соприкосновения между игроками), второй — правая бутса нижнего игрока (точка опоры всей композиции). Скульптура блестяще высчитана с математической и инженерной точки зрения. Скульптура использует элементы кубизма и конструктивизма, но развёрнуты они в реалистической композиции. Художественный критик Александр Ромм этот период творчества Чайкова характеризовал как «конструктивный реализм». О’Махоуни не исключает, что свою композицию Чайков основывал на конкретной исторической традиции. Эту традицию отражают бронзовая статуэтка, изображающая античных героев «Геракл и Антей», работы художника и скульптора Антонио дель Поллайоло и терракотовая скульптура на этот же сюжет скульптора XVI века Джамболоньи, которые были популярны в Италии XVI—XVII веков, а также одноимённая скульптура Степана Пименова, созданная в 1811 году и стоящая возле Горного института в Санкт-Петербурге. Эти скульптурные группы были хорошо известны в Европе и в России в I половине XX века. Поллайоло и Джамболонья изображали напряжение между равновесием и физическим усилием. Аналогичный подход применён в «Футболистах». На место древних мифологических фигур (Геракла и Антея) Чайков ставит героев советского спорта. Спорт осознавался Чайковым как практика, основанная на исторических прецедентах и теперь применимая для удовлетворения потребностей новой эпохи, скульптор стремился изобразить футбол не только в настоящем, но и с оглядкой на исторические корни спорта.
Бронзовые «Футболисты» стали новой работой с целым рядом дополнительных смыслов. Гипсовый вариант, подобно своим ренессансным прототипам, был рассчитан на камерное экспонирование. Бронзовые «Футболисты» — публичная декларация скульптора. Скульптура 1928 года была эскизна, её поверхность была проработана бегло. Окончательный вариант такой эскизности лишён. Это соответствовало характерной для социалистического реализма установке на точность, и соотносилось со монументальным характером работы. Фигуры гипсового варианта — полевые игроки, борющиеся за мяч. Бронзовая версия (отлитая для демонстрации в США) показывает, что фигура, расположенная ниже, — вратарь: его стало легко узнать по шерстяному свитеру и перчаткам. Вратарь — ключевой образ культуры тех лет, он бросается под ноги противнику в стремлении защитить свои ворота. «Футболисты» запечатлели красоту движений этого командного (а по происхождению — народного) вида спорта, удачно символизировали личное мужество и непобедимость советского государства.

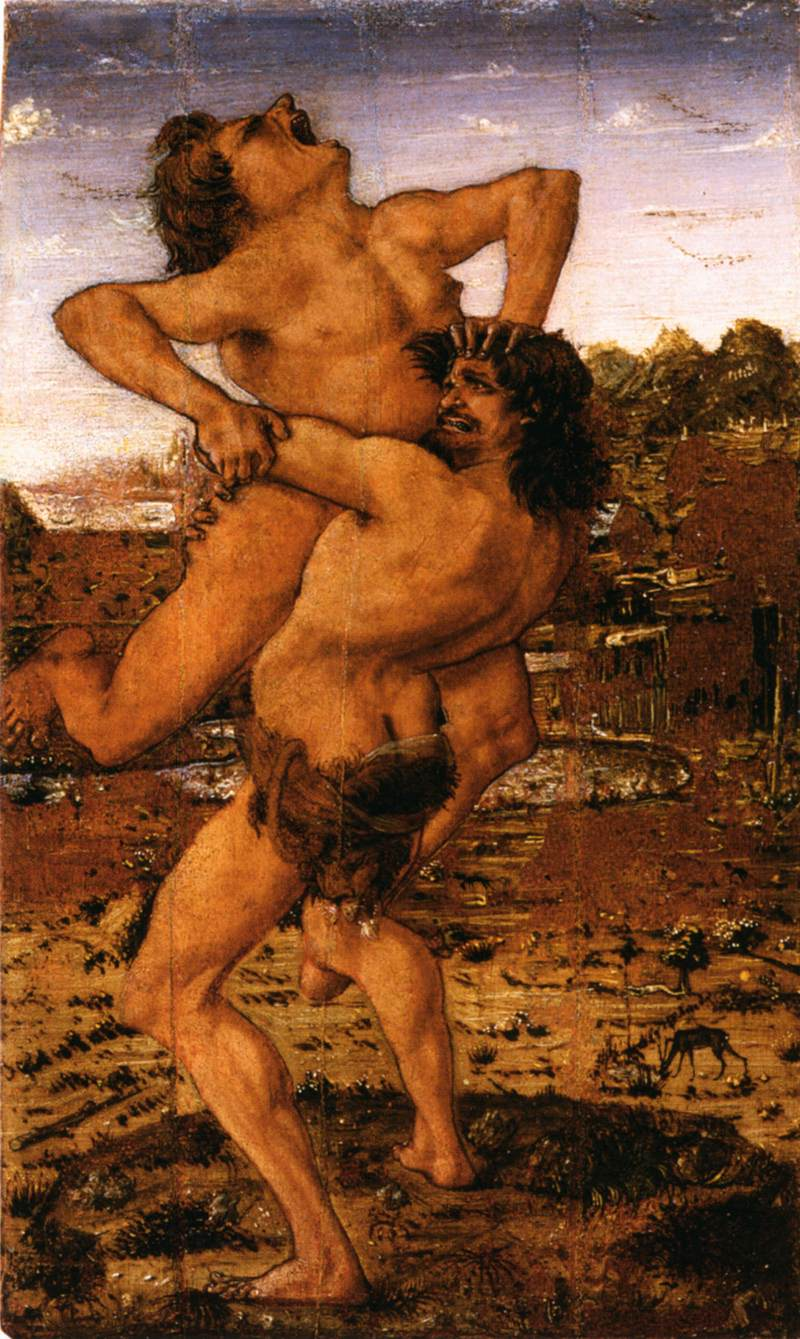
Антонио Поллайло. Геракл и  Антей, около 1478
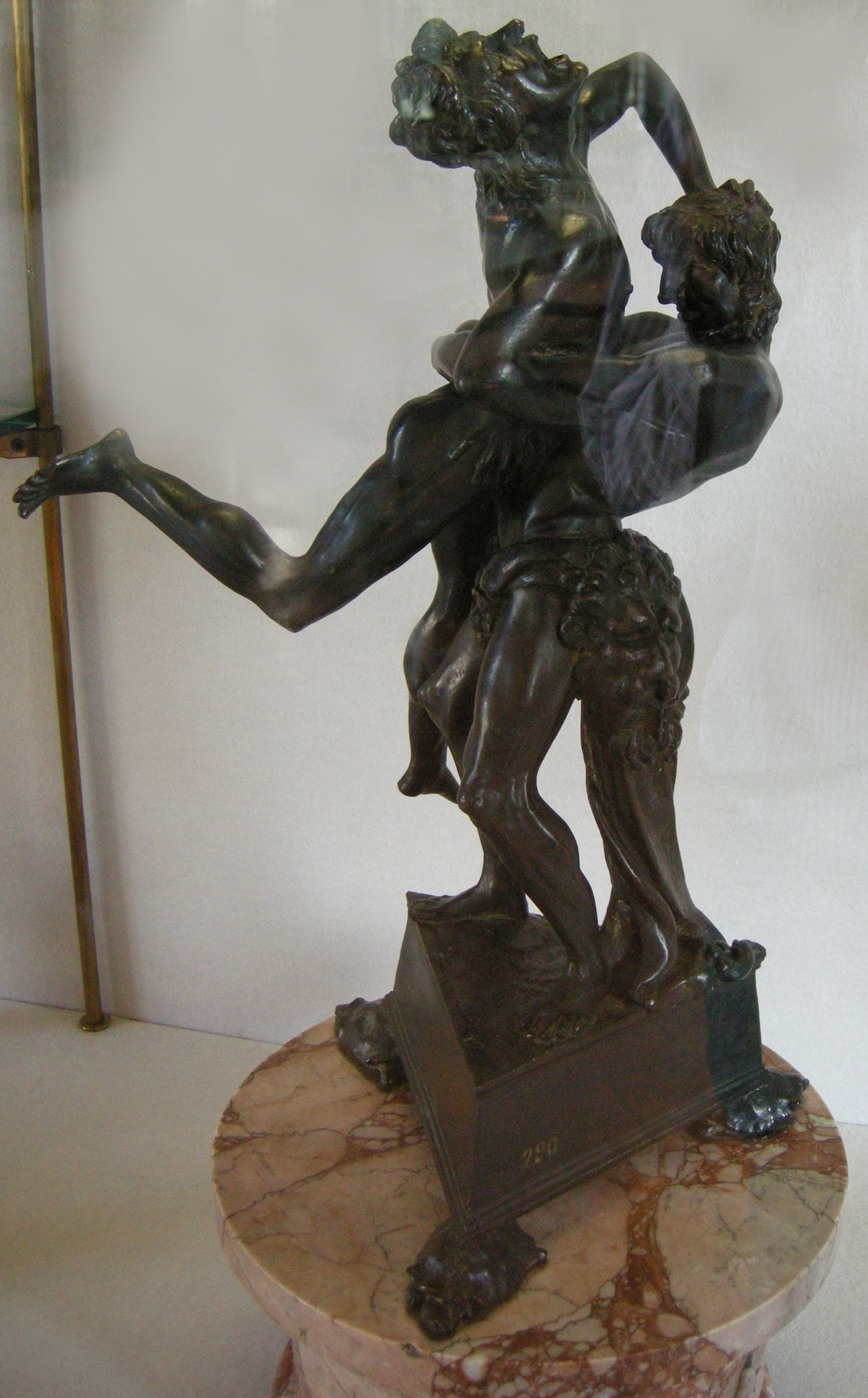
Антонио Поллайло. Геракл и  Антей, около 1475
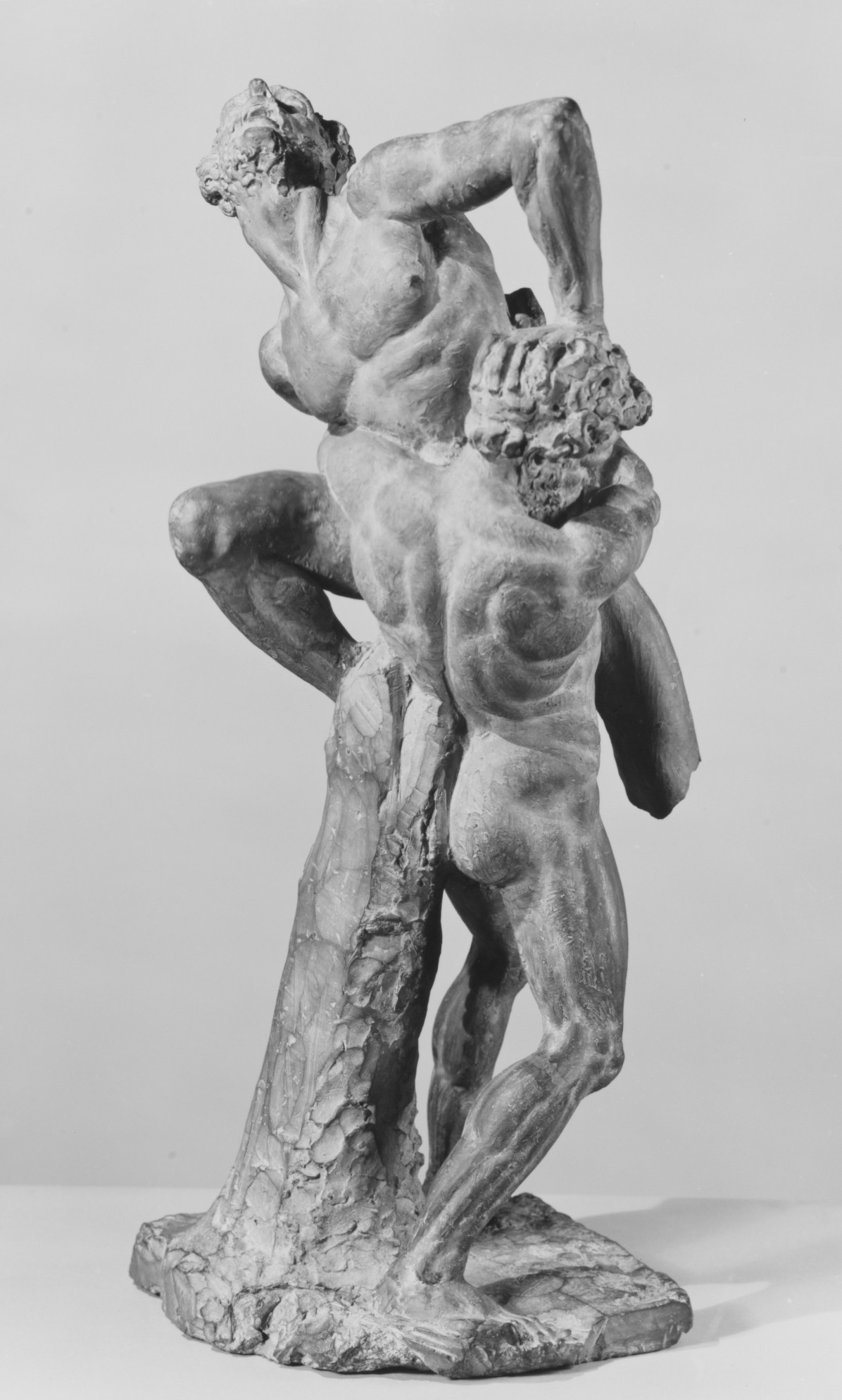
Джамболонья. Геракл и  Антей
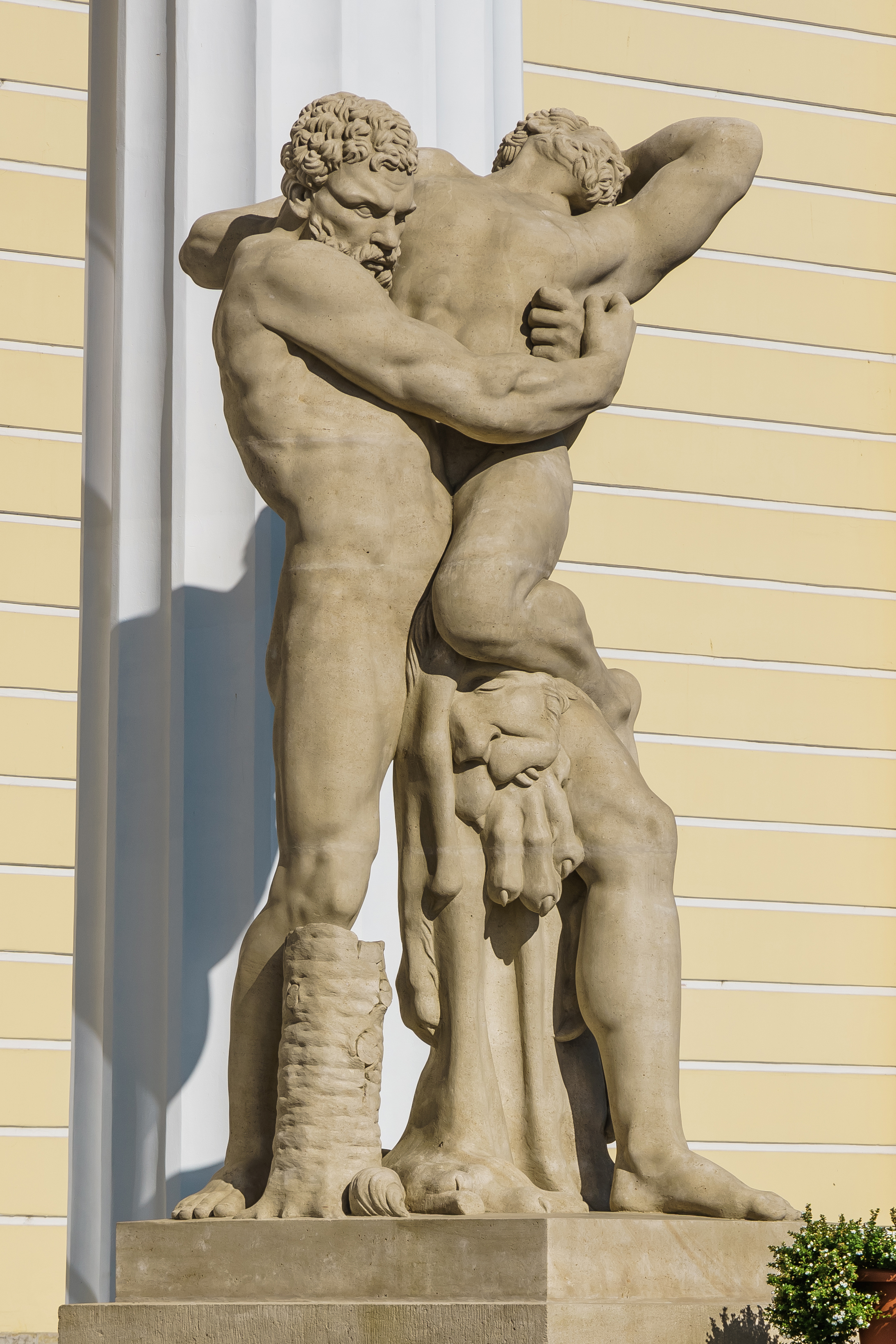
Степан Пименов. Геракл и Антей, 1811

## Копии и повторения

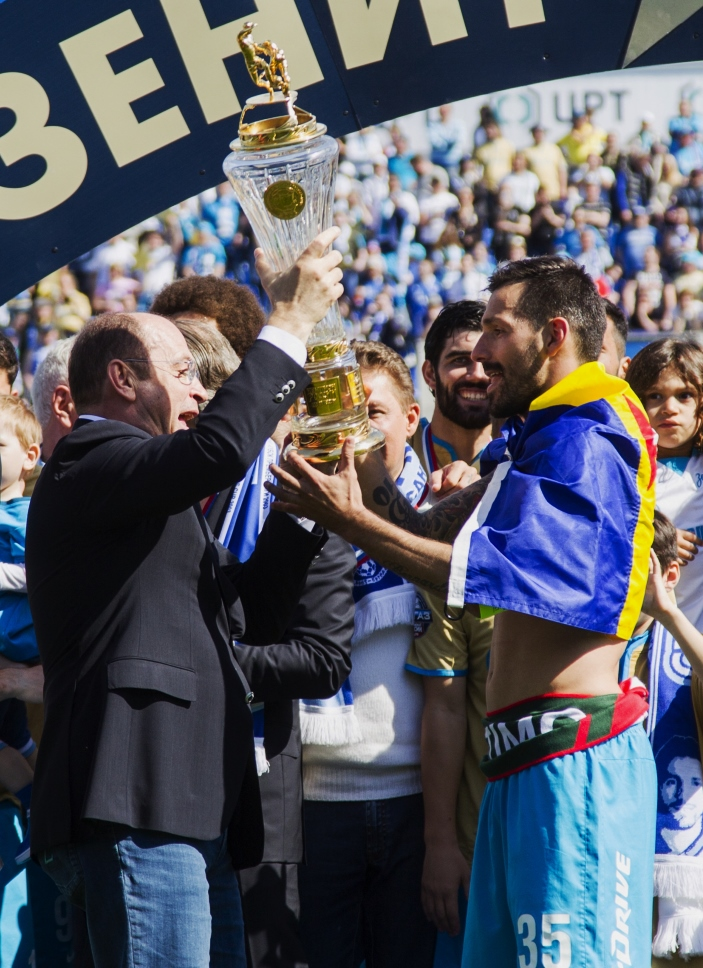
2015 год. Футболисты «Зенита» с кубком чемпионата России

- Первоначальная гипсовая модель 1928 года высотой около 80 см находится в ГТГ.
- С гипсового оригинала скульптуры Чайкова была сделана бронзовая отливка в том же 1928 году, она находится в музее города Смоленска[4].
- Миниатюрная копия скульптуры украсила переходящий кубок чемпионата СССР по футболу[9].
- В настоящее время она присутствует, отлитая в серебре, на переходящем кубке чемпионата России по футболу[4].
- Предполагается, что бронзовая копия «Футболистов» будет установлена у входа на стадион «Динамо» в Москве. Это должно произойти осенью 2017 года[12]. Для изготовления копии впервые в России используется метод лазерного сканирования. Само сканирование занимает секунды, но сделать надо 500—600 снимков с разных ракурсов. Объединение сканов в электронный паспорт объекта происходит с помощью специального программного обеспечения, но вручную. В случае повреждения или гибели скульптуры он позволит её полностью восстановить[13].